# Concentrato di pomodoro

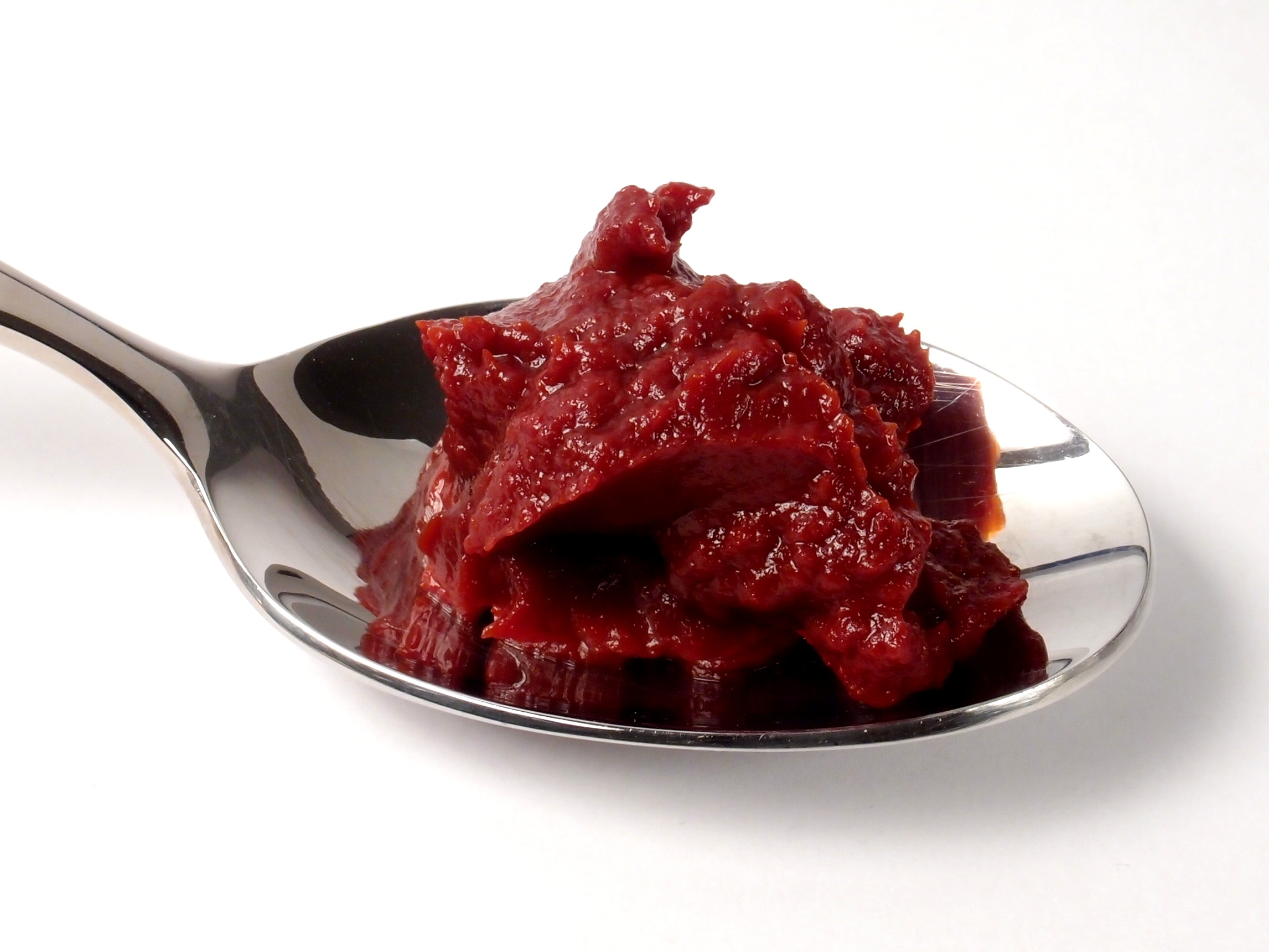
Triplo concentrato di pomodoro

Il concentrato di pomodoro o estratto di pomodoro è un prodotto derivato dei pomodori, che vengono cotti per diverse ore per ridurre il contenuto di acqua, filtrando semi e bucce e cuocendo nuovamente il liquido per ridurre la base a un concentrato denso. Spingendo oltre il processo di concentrazione, si ottengono il doppio concentrato di pomodoro e il triplo concentrato di pomodoro.

## Differenze conserva, concentrato e passata di pomodoro
Secondo la definizione data nell'Art. 24 della legge n. 154 del 2016, il termine "conserva di pomodoro" può essere utilizzato per vari tipi di prodotti derivati del pomodoro che sono preparati tramite tecniche conserviere, che possono contenere pomodori non pelati interi, pomodori pelati interi o pomodori in pezzi. Secondo tale definizione, il concentrato di pomodoro non sarebbe quindi una "conserva di pomodoro".
Il concentrato di pomodoro ha un processo di preparazione simile a quello della passata di pomodoro, con la differenza che il prodotto finale è più denso, grazie ad una maggiore evaporazione dell'acqua.

## Preparazione fatta in casa

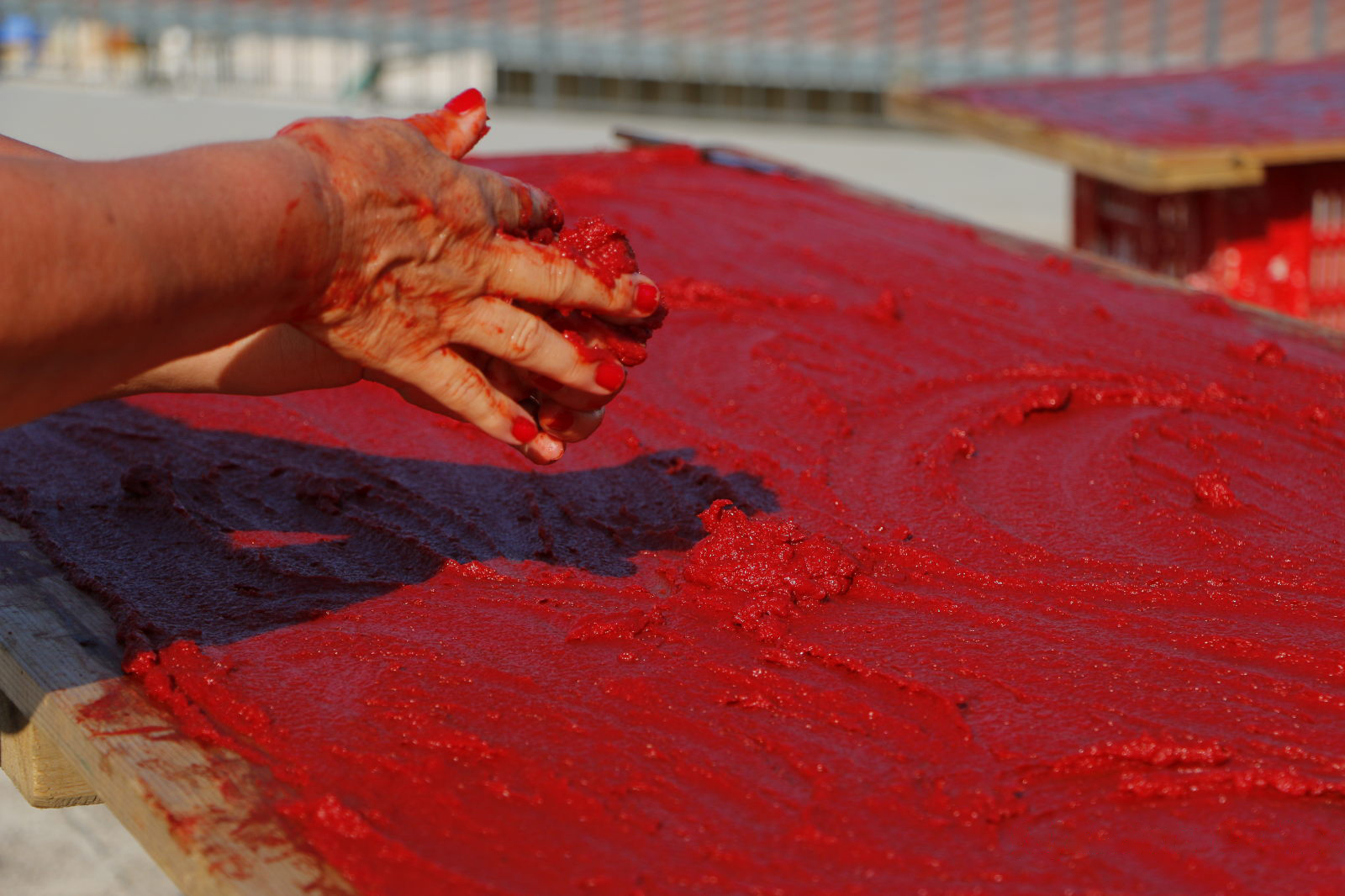
Preparazione dell'elioconcentrato

Un metodo di preparazione tradizionale del concentrato di pomodoro consiste nello stendere la passata di pomodoro su assi di legno che sono lasciati all'aperto sotto il calore del sole, in modo asciugare il composto fino a quando non risulti abbastanza denso. Il concentrato di pomodoro così prodotto, che è chiamato "elioconcentrato", è quindi raschiato e raccolto in una massa densa.

## Produzione industriale
La produzione in ambito industriale del concentrato di pomodoro ha inizio con il ricevimento nella fabbrica dei pomodori, trasportati alla rinfusa. I pomodori, per potete essere accettati dalla produzione, sono controllati visivamente (per evitare un contenuto eccessivo di frutti non maturi, terra e sassi) e viene valutato il suo residuo zuccherino. I pomodori non idonei, la terra e i sassi residui sono quindi allontanati e scartati attraverso lavaggio con getti d'acqua, controlli automatici (selezionatrici ottiche), dischi pulitori e cernita manuale. I pomodori selezionati per la lavorazione sono invece stoccati in apposite vasche parzialmente riempite d'acqua. Queste prime fasi sono comuni per tutti i tipi di prodotti derivati del pomodoro (concentrato di pomodoro, passata di pomodoro e pomodori pelati).
La produzione del concentrato di pomodoro segue quindi le stesse fasi di produzione della passata di pomodoro, tranne per il fatto che viene svolta anche una fase di concentrazione e la scottatura è svolta più rapidamente e a temperature più alte. Tali fasi sono:
- triturazione (ad esempio tramite un mulino a martelli)
- scottatura, per agevolare il distacco della buccia dalla polpa
- raffinazione: in questa fase i pomodori passano prima in una passatrice (che ne separa la buccia e i semi attraverso l'azione di una coclea e della forza centrifuga che spinge i pomodori verso settaci via via più fini), e poi in una raffinatrice (con setacci ancora più fini)
- concentrazione: avviene in apparecchiature denominate "concentratori" o "evaporatori", che lavorano "sottovuoto", cioè a pressioni inferiori alla pressione atmosferica, in modo da alterare il meno possibile le caratteristiche qualitative del prodotto
- pastorizzazione
- confezionamento.

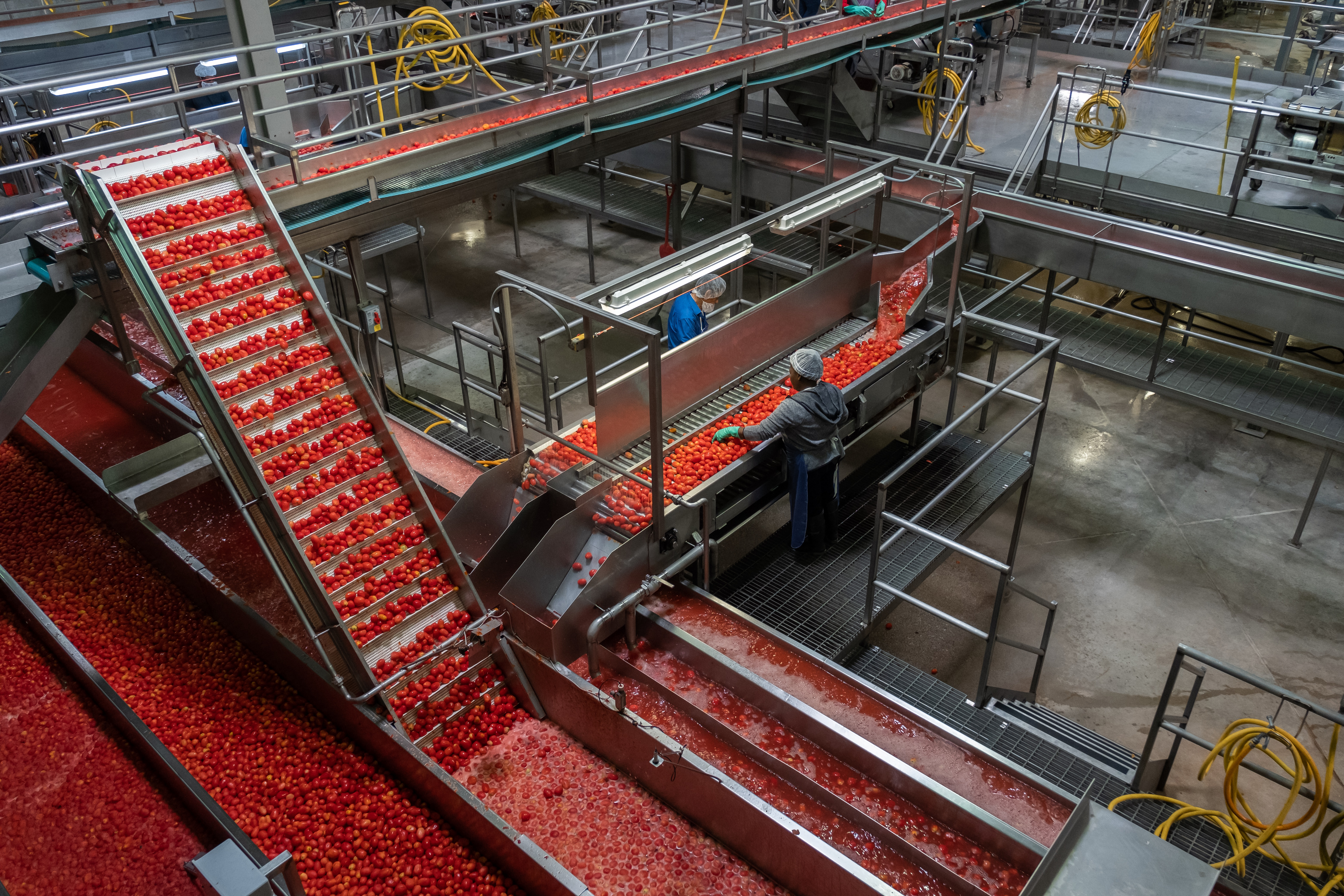
Cernita e lavaggio dei pomodori
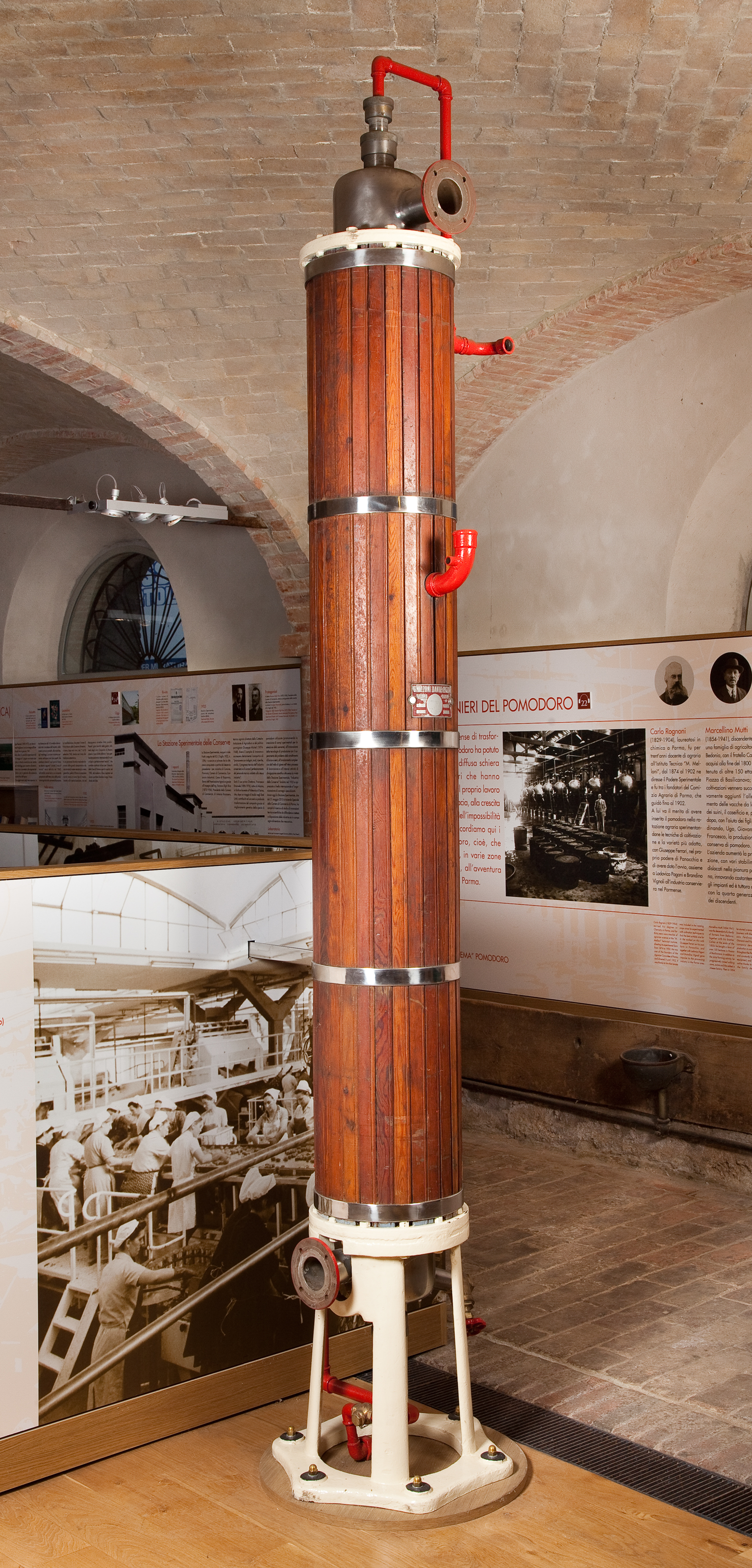
Macchina brovatrice per scottare i pomodori (1955 circa)
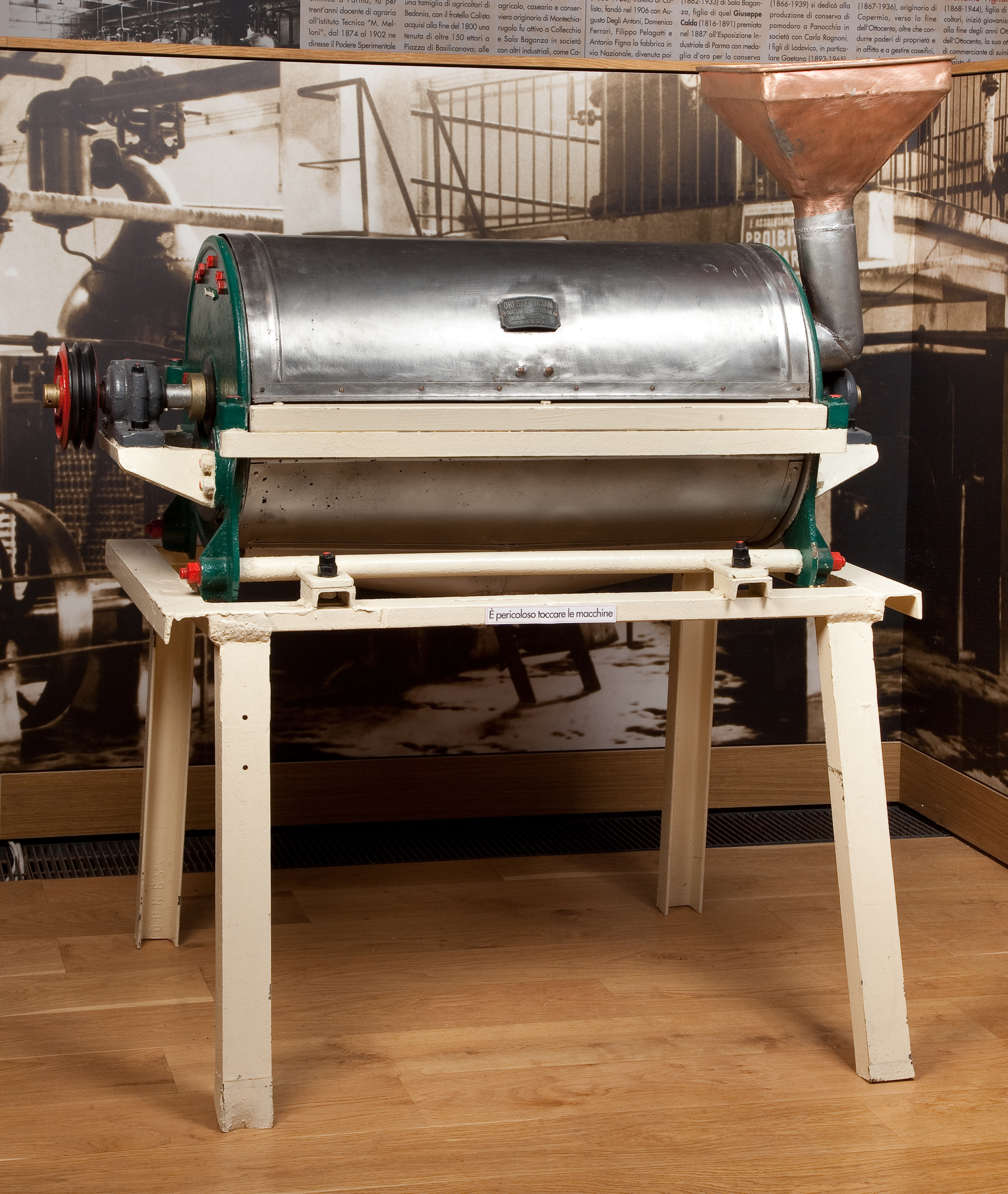
Macchina passatrice (1945 circa)
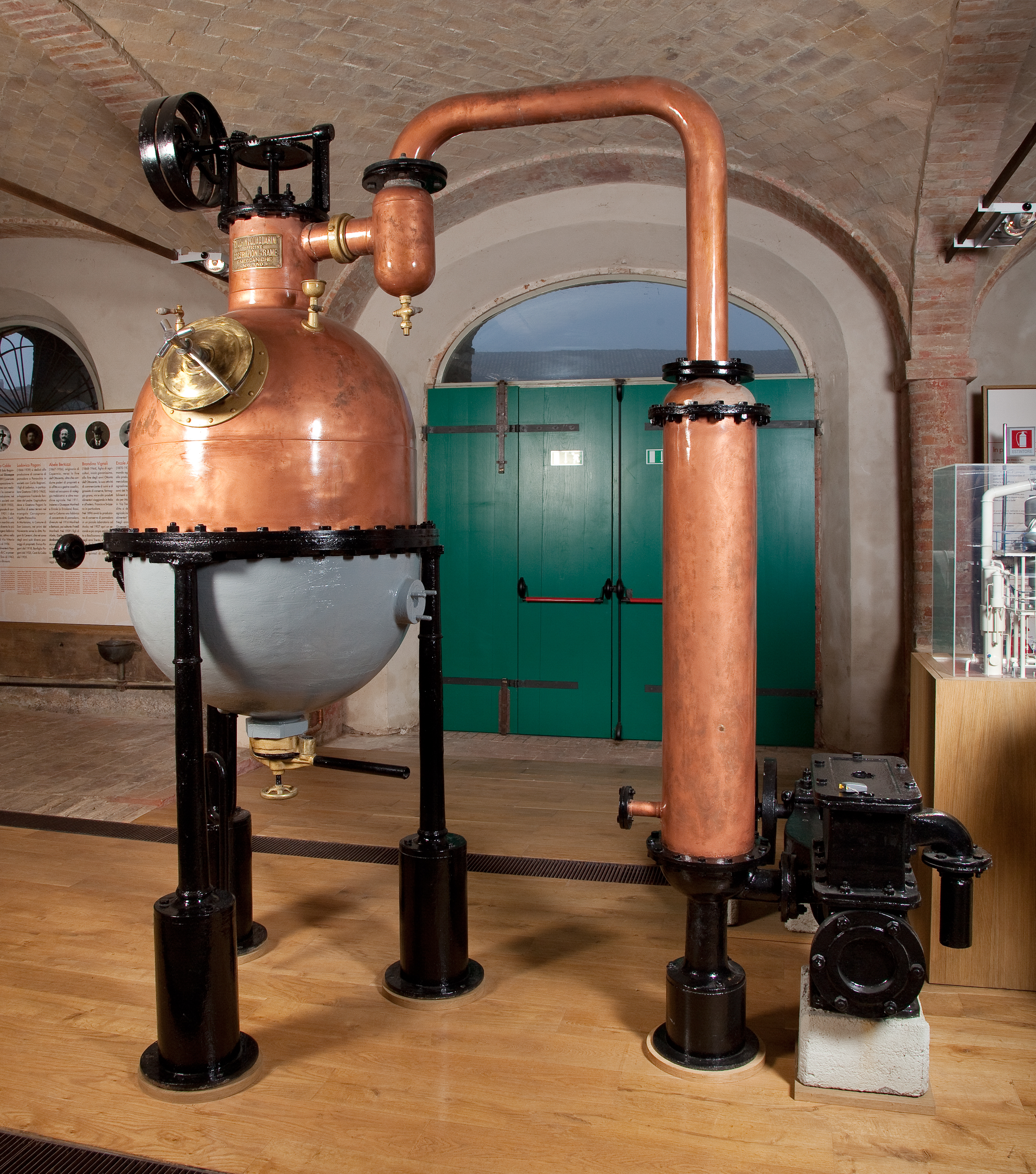
Apparecchiatura per la concentrazione sottovuoto (1920 circa)
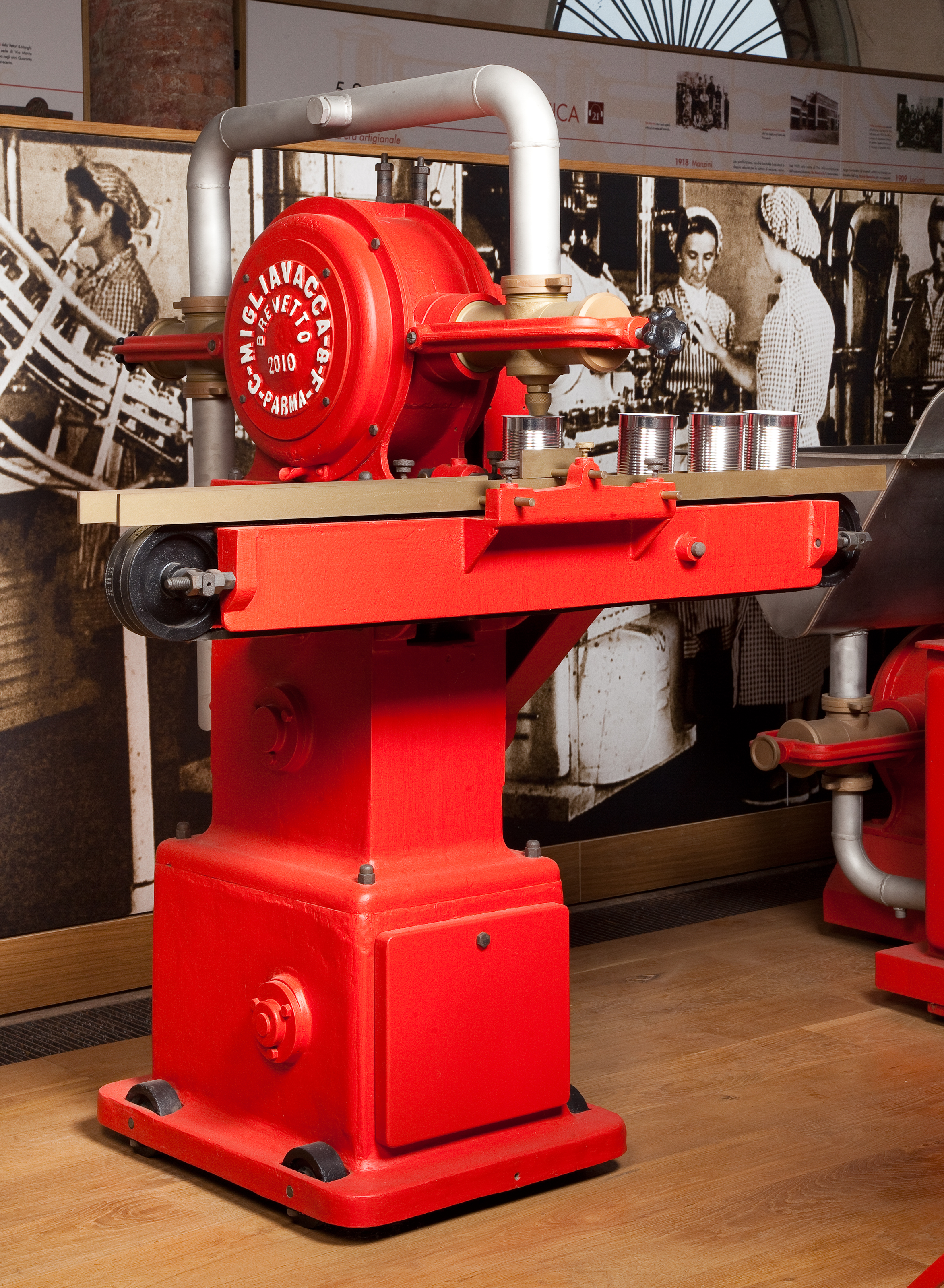
Macchina riempitrice (1946 circa)
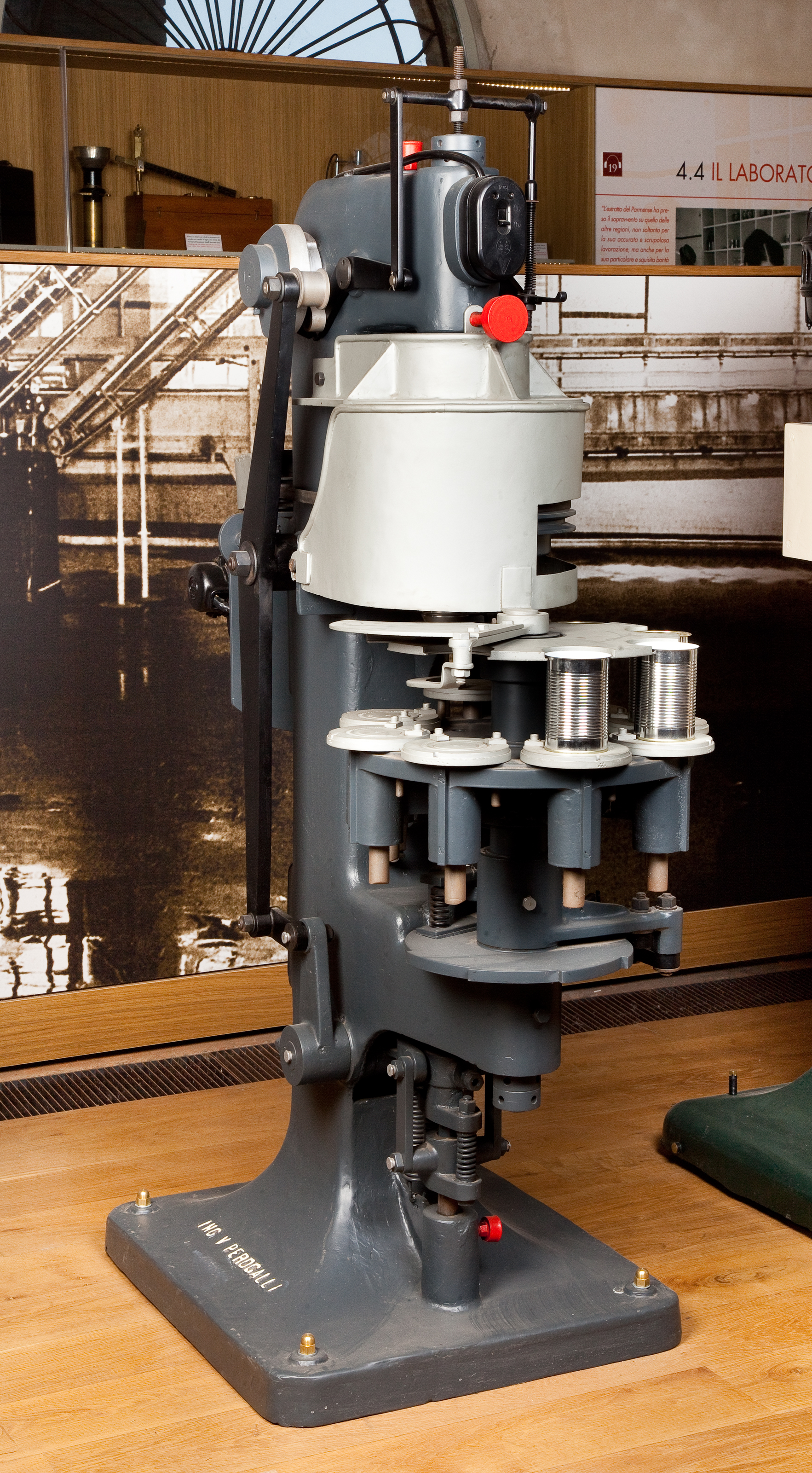
Macchina aggraffatrice per la chiusura delle lattine contenenti la conserva di pomodoro (1970)

## Usi
Il concentrato di pomodoro è un ingrediente alimentare tradizionale utilizzato in molte cucine. Viene utilizzato per conferire colore e un intenso sapore di pomodoro a vari piatti, come pasta, zuppe, minestroni, stufati e spezzatini.